# Selianitika
Selianitika (in greco Σελιανίτικα?) è un villaggio costiero greco, nel comune di Aigialeia, situato nel nord del Peloponneso. Si trova a 187 km ad ovest di Atene e a circa 30 km ad est di Patrasso, nella prefettura dell'Acaia. Selianitika ed il paese limitrofo di Longos sono famose per le loro bellissime spiagge lunghe circa 1,5 km, e sono tra le località estive più note dell'Acaia.
La popolazione è di circa 1 100 abitanti , secondo il censimento del 2001.

## Geografia

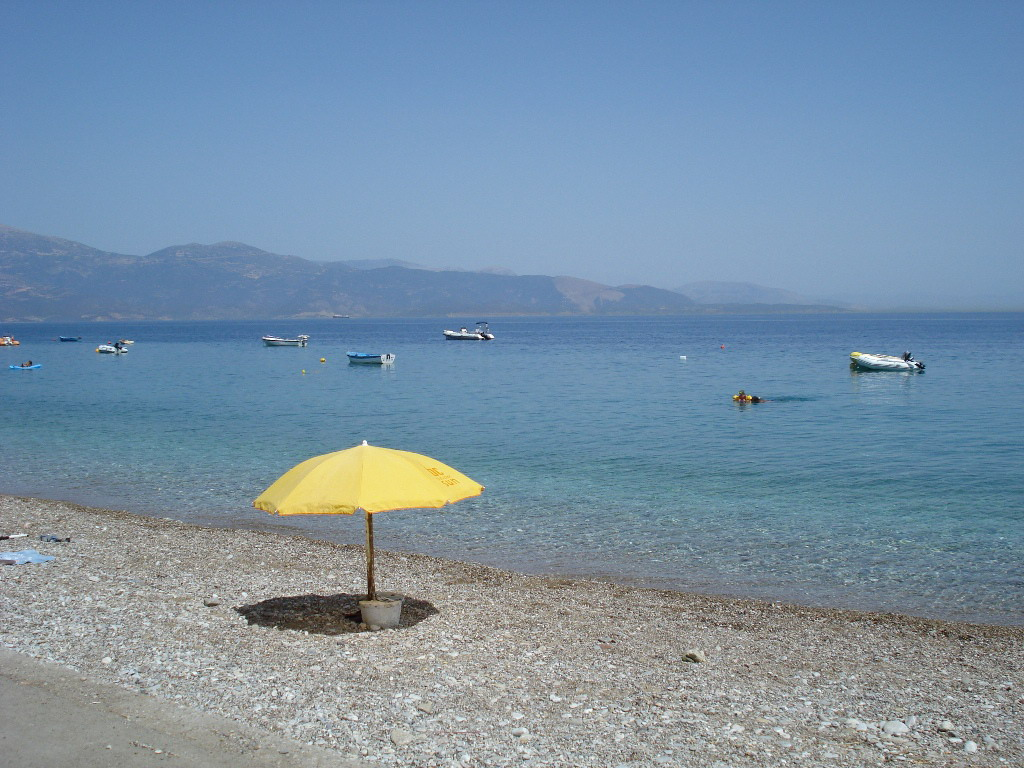
La spiaggia di Selianitika

Il villaggio si affaccia sul Golfo di Corinto in una zona ricca di ulivi, aranci, limoni e viti. La città più vicina è Aigio che si trova a 7 km ad est mentre la città di Patrasso è a circa 30 km ad ovest. La spiaggia è di ghiaia (tipico del  Golfo di Corinto) mentre il mare è famoso per le acque cristalline. Il clima è mediterraneo con inverni miti e poco piovosi e lunghe estati non particolarmente torride.

## Storia
Il nome Selianitika deriva dal nome del villaggio di Seliana-Phelloe. Secondo lo storico A. Fotopoulos gli abitanti di Seliana cominciarono ad abbandonare le montagne per insediarsi nella zona costiera di Kryovrysi (dove oggi si trova  Selianitika) già nel periodo ottomano. Inizialmente i residenti di Seliana preferivano passare l'inverno a Selianitika e l'estate a Seliana, ma poi si stabilirono definitivamente sulla costa. Gli antichi abitanti di Seliana portarono con loro il culto di San Basilio che oggi è il patrono del villaggio.

## Società

### Istituzioni, enti e associazioni
Il più vicino ospedale si trova a Aigio mentre a Rio (a 25 km ad ovest) c'è uno dei più grandi ospedali della Grecia (Ospedale dell'Università di Patrasso). A Selianitika c'è anche un medico dello stato (greco:αγροτικός ιατρός) che può essere contattato per le emergenze.

## Economia

### Turismo
Selianitika è una stazione estiva per molti greci, in particolare per ateniesi e patriniesi. Il villaggio di conseguenza ha molti alberghi, ristoranti tipici, taverne e locali notturni.
Selianitika è anche una piccola stazione termale grazie ad una fonte di acqua sulfurea.

## Infrastrutture e trasporti
Il villaggio è attraversato dalla vecchia strada nazionale (in greco Παλαιά Εθνική Οδός?) GR-8 che lo collega con i paesi vicini e le più importanti città dell'Achaia. Anche la nuova strada nazionale (Νέα Εθνική Οδός) GR-8A (Atene - Corinto - Patrasso) collega il villaggio con il resto della Grecia tramite l'uscita Selianitika/Longos. Sulla linea ferroviaria Kiato-Patrasso (in fase di costruzione nel 2013) è prevista una fermata a Selianitika.